# گمینا گووگوف ماووپولسکی
گمینا گووگوف ماووپولسکی (به لهستانی:  Gmina Głogów Małopolski) یک گمینا در لهستان است که در شهرستان ژشوف واقع شده‌است. گمینا گووگوف ماووپولسکی ۱۴۵٫۷۶ کیلومتر مربع مساحت و ۱۸٬۱۸۵ نفر جمعیت دارد.